# ファミリー入試
ファミリー入試（ファミリーにゅうし）とは大学などの教育機関が行っている入試の一つ。形態は学校によって異なるが、大抵の場合は出願資格として本学を専願とし、受験者の親戚に卒業生あるいは在学生が居る者とされている。ファミリー入試での入学者は入学金の免除など一般入試での入学者よりも優遇される場合が多い。

## 実施校
- 十文字学園女子大学・短期大学部
- 聖心女子大学
- 清泉女子大学
- 東京農業大学
- 文京学院大学
- 東海学院大学
- びわこ成蹊スポーツ大学
- 帝塚山大学
- 京都光華女子大学
- 明治国際医療大学
- 大阪樟蔭女子大学
- 大阪成蹊大学・大阪成蹊短期大学
- 大阪人間科学大学
- 大阪大谷大学
- 相愛大学
- 梅花女子大学
- 甲南女子大学
- 神戸女子大学
- 神戸親和大学
- 園田学園大学
- 姫路獨協大学
- 兵庫大学